# Gymnothorax funebris

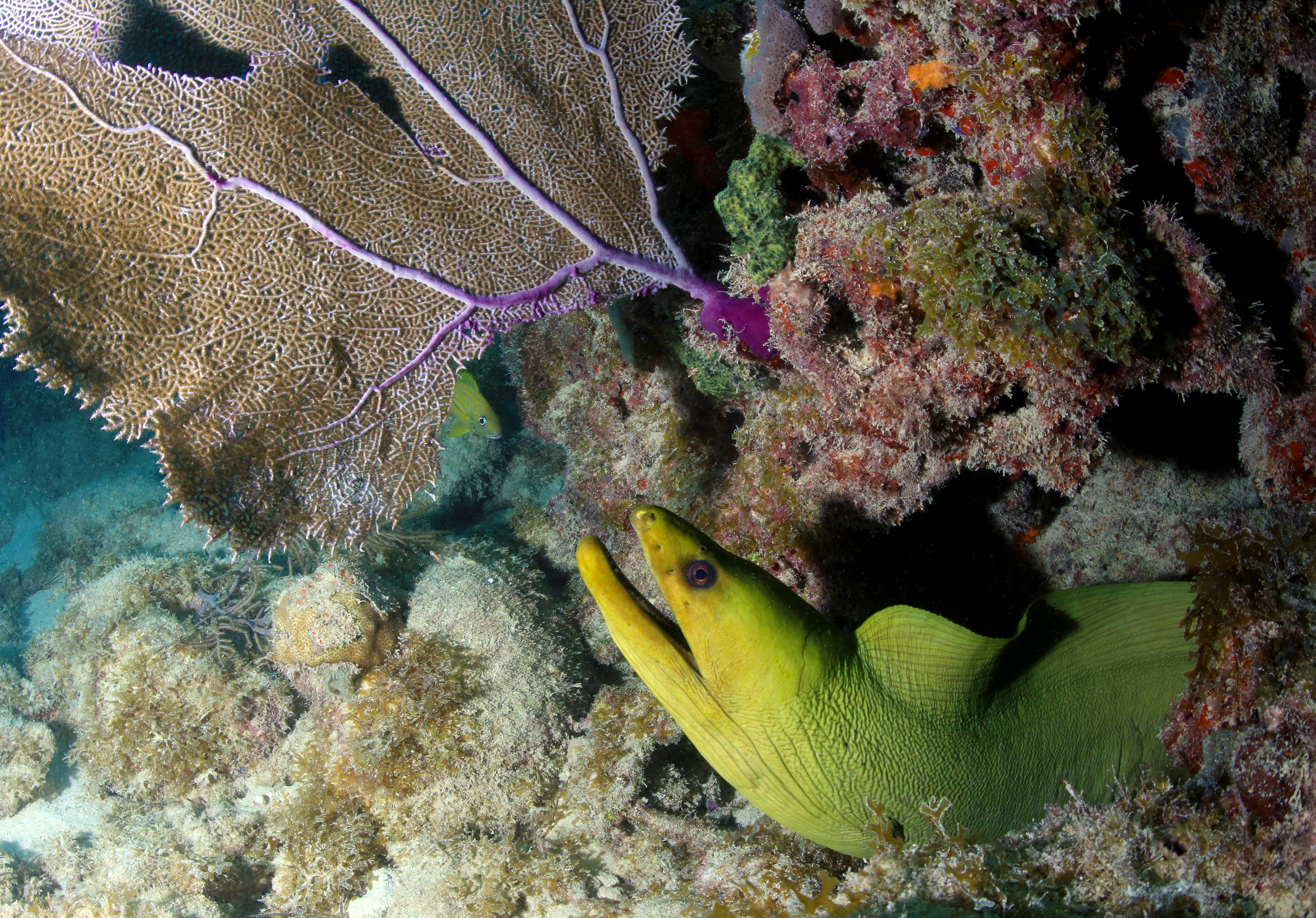
G. funebris preferisce passare il giorno al riparo e cacciare di notte

La murena verde (Gymnothorax funebris Ranzani, 1839) è un pesce anguilliforme appartenente alla famiglia Muraenidae.

## Descrizione
Può raggiungere i 2,5 metri di lunghezza.

## Biologia
È una specie solitaria e notturna. 
Se disturbata, è particolarmente aggressiva.
Caccia crostacei e pesci, che ingoia interi come un serpente. Quando la preda è troppo grande, si avvolge attorno a essa e la smembra in piccoli pezzi.

## Distribuzione e habitat
Vive nell'oceano Atlantico occidentale, da Cape Canaveral, in Florida, attraverso il Golfo del Messico e il Mar dei Caraibi, sino alle coste del Brasile e alle isole Fernando de Noronha.
Popola la barriera corallina sino a 50 m di profondità.